# Cirrhilabrus cenderawasih
Cirrhilabrus cenderawasih är en fiskart som beskrevs av Allen och Erdmann 2006. Cirrhilabrus cenderawasih ingår i släktet Cirrhilabrus och familjen läppfiskar. IUCN kategoriserar arten globalt som livskraftig. Inga underarter finns listade i Catalogue of Life.